# Атоле
Атоле (ісп. Atole) — напій (каша) з маїсових зерен. Є традиційною доколумбою стравою в Мексиці та Центральній Америці.
Атоле як правило їдять вранці. У віддалених селах воно може бути основною стравою на сніданок якщо подається разом з декількома тортильями. Атоле також є одним з традиційних напоїв мексиканського Дня Мертвих. У традиційній кухні мая існує більше сотні рецептів цієї страви.
Напій зазвичай включає масу (кукурудзяне борошно), воду, пілонсільйо (нерафінований коричневий цукор), корицю, ваніль, іноді фрукти або шоколад. В останньому випадку він називається чампурадо. Інгредієнти перемішують і нагрівають до готовності. Страва може бути рідкою або густою як каша.